# Projector de vídeo

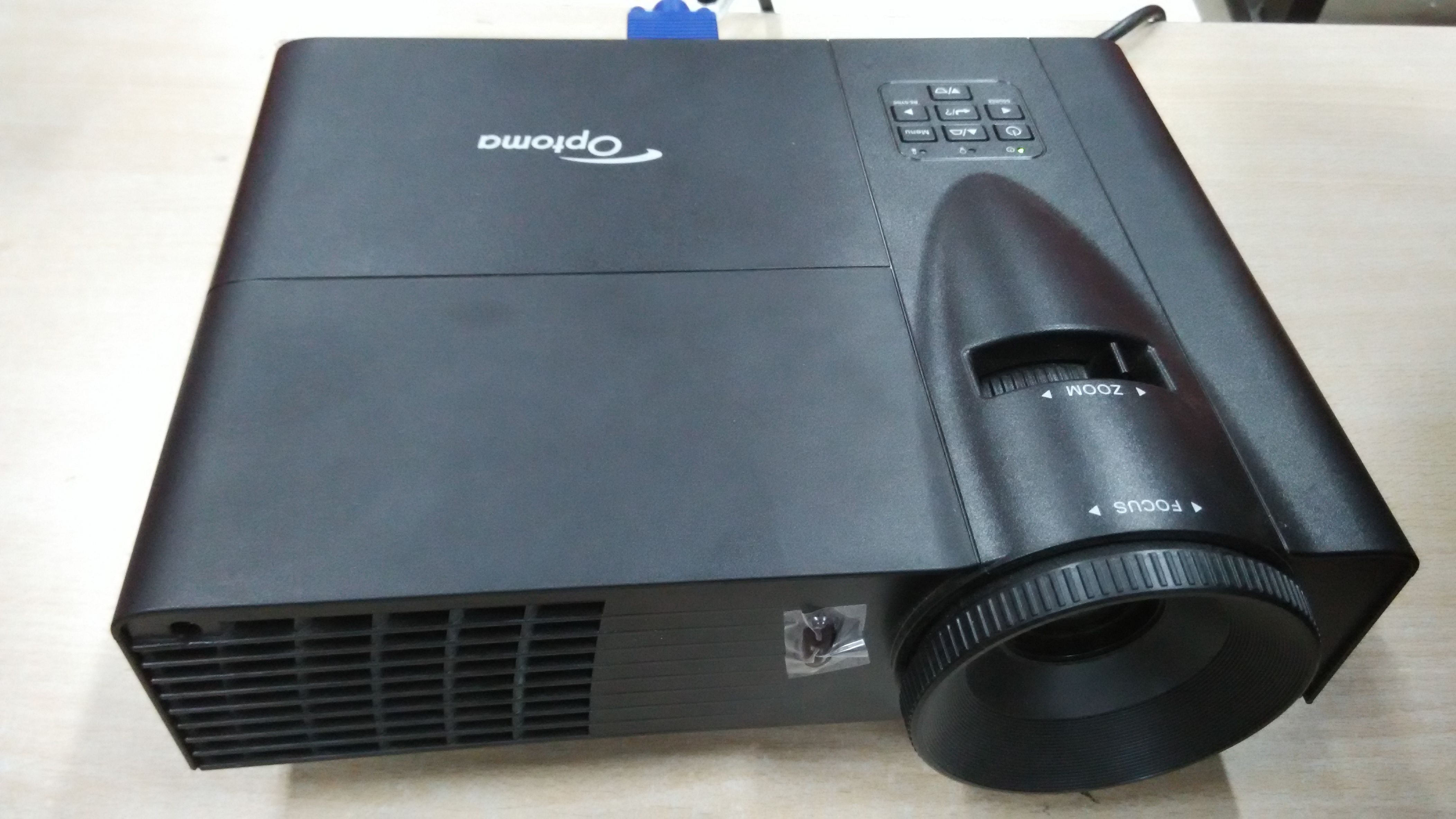
Projector DLP Optoma

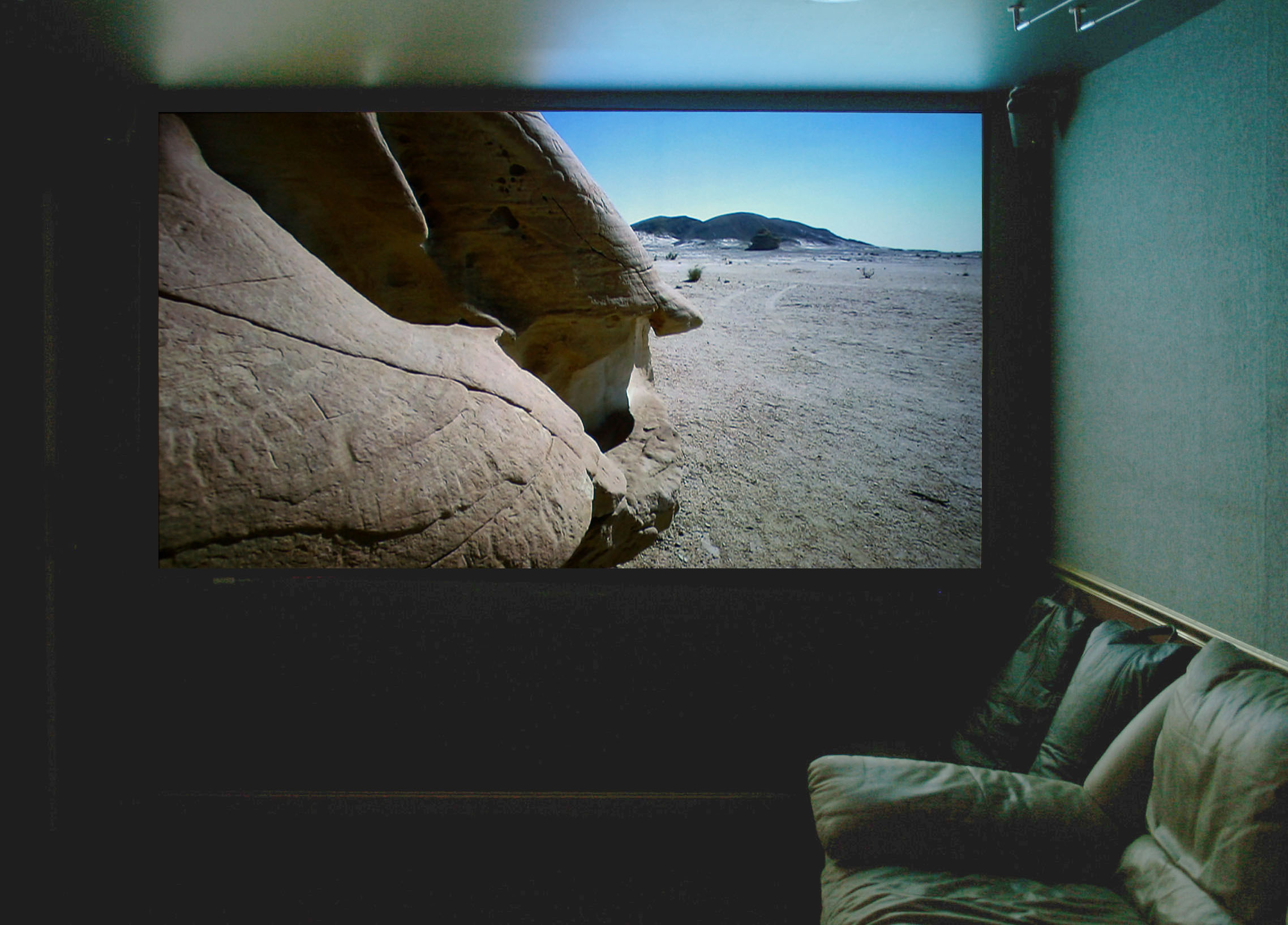
Imatge projectada des d'un projector de vídeo a un sistema de cinema a casa.

Un projector de vídeo o canó de projecció agafa un senyal de vídeo i projecta la imatge corresponent a una pantalla de projecció fent servir un sistema de lents, permetent així visualitzar imatges fixes o en moviment.
Tots els projectors de vídeo utilitzen una llum molt brillant per a projectar la imatge, i els més moderns poden corregir corbes, borrons i d'altres inconsistències a través dels ajustaments manuals. Els projectors de vídeo són majoritàriament usats en sales de presentacions o conferències, en aules docents, encara que també es poden trobar aplicacions per a cinema a casa. El senyal de vídeo d'entrada pot provenir de diferents fonts, com un sintonitzador de televisió (terrestre o via satèl·lit), un ordinador personal. Un altre terme semblant a projector de vídeo és retroprojector el qual, a diferència del primer, es troba implantat internament a l'aparell de televisió i projecta la imatge cap a l'observador.
Els projectors de vídeo utilitzen una làmpada d'ultraalt rendiment molt brillant (una Làmpada de vapor de mercuri), una làmpada de xenó, una làmpada d'halur metàl·lic, i els darrers models incorpoern làser LED o d'estat sòlid, RB, RGB o RGB de fibra òptica remota per proporcionar la il·luminació necessària per projectar la imatge, i els més moderns poden corregir qualsevol corba, desenfocament i altres inconsistències mitjançant la configuració manual.

## Tecnologies de projecció
- Projector LCD amb ús de vàlvules de llum LCD. Aquest és el sistema més senzill, cosa que el converteix en un dels més comuns i accessibles per als cinemes domèstics i l'ús empresarial. Els problemes comuns inclouen la "separació de pantalla" visible o l'efecte de pixelització, i els panells LCD es desgasten per la calor i la radiació ultraviolada, cosa que provoca l'aparició de taques descolorides o forats a la imatge, tot i que els últims avenços han reduït la gravetat d'aquests problemes en alguns models.[4][5]
- Projector DLP amb tecnologia DLP de Texas Instruments.[6] Això utilitza d'una a tres vàlvules de llum fabricades a nivell micromètric, que s'anomenen dispositius digitals de micro-espills (DMD).
- Projectors LCoS (cristall líquid sobre silici). Aquests projectors sovint processen la llum a la regió de Fourier, cosa que permet corregir les aberracions òptiques amb polinomis de Zernike.[7] Algunes tecnologies disponibles comercialment inclouen:
  - Amplificador d'il·luminació d'imatge D-ILA de JVC amb accionament directe, basat en la tecnologia LCoS.
  - SXRD Variant patentada per Sony de la tecnologia LCoS.
- Els projectors LED utilitzen una de les tecnologies esmentades anteriorment per crear una imatge, amb la diferència que utilitzen una matriu de LEDs com a font de llum, eliminant així la necessitat de substituir la llum.[8]
- Sistema híbrid de LEDs i díodes làser, desenvolupat per Casio.[9] Com a font de llum s'utilitza una combinació de díodes emissors de llum i díodes làser amb una longitud d'ona de 445 nm, mentre que la imatge es processa mitjançant un xip DLP (DMD).[10]
- Projectors amb díodes làser desenvolupats per Microvision i Aaxa Technologies. Els projectors Microvision utilitzen la tecnologia patentada de control de feix làser MEMS de Microvision, mentre que Aaxa Technologies utilitza díodes làser + LCO.